# Scottish Division One 1969-1970
La Scottish Division One 1969-1970  è stata la 73ª edizione della massima serie del campionato scozzese di calcio, disputato tra il 30 agosto 1969 e il 22 aprile 1970 e concluso con la vittoria del Celtic, al suo venticinquesimo titolo, il quinto consecutivo.
Capocannoniere del torneo è stato Colin Stein (Rangers) con 24 reti.

## Classifica finale
Fonte:
|       | Pos. | Squadra         | Pt | G  | V  | N  | P  | GF | GS | QR    |
| ----- | ---- | --------------- | -- | -- | -- | -- | -- | -- | -- | ----- |
|       | 1.   | Celtic          | 57 | 34 | 27 | 3  | 4  | 96 | 33 | 2,909 |
|       | 2.   | Rangers         | 45 | 34 | 19 | 7  | 8  | 67 | 40 | 1,675 |
|       | 3.   | Hibernian       | 44 | 34 | 19 | 6  | 9  | 65 | 40 | 1,625 |
|       | 4.   | Hearts          | 38 | 34 | 13 | 12 | 9  | 50 | 36 | 1,389 |
|       | 5.   | Dundee Utd      | 38 | 34 | 16 | 6  | 12 | 62 | 64 | 0,969 |
|       | 6.   | Dundee          | 36 | 34 | 15 | 6  | 13 | 49 | 44 | 1,114 |
|       | 7.   | Kilmarnock      | 36 | 34 | 13 | 10 | 11 | 62 | 57 | 1,088 |
| [ 3 ] | 8.   | Aberdeen        | 35 | 34 | 14 | 7  | 13 | 55 | 45 | 1,222 |
|       | 9.   | Morton          | 35 | 34 | 13 | 9  | 12 | 52 | 52 | 1,000 |
|       | 10.  | Dunfermline     | 35 | 34 | 15 | 5  | 14 | 45 | 45 | 1,000 |
|       | 11.  | Motherwell      | 32 | 34 | 11 | 10 | 13 | 49 | 51 | 0,961 |
|       | 12.  | Airdrieonians   | 32 | 34 | 12 | 8  | 14 | 59 | 64 | 0,922 |
|       | 13.  | St. Johnstone   | 31 | 34 | 11 | 9  | 14 | 50 | 62 | 0,806 |
|       | 14.  | Ayr Utd         | 30 | 34 | 12 | 6  | 16 | 37 | 52 | 0,712 |
|       | 15.  | St. Mirren      | 25 | 34 | 8  | 9  | 17 | 39 | 54 | 0,722 |
|       | 16.  | Clyde           | 25 | 34 | 9  | 7  | 18 | 34 | 56 | 0,607 |
|       | 17.  | Raith Rovers    | 21 | 34 | 5  | 11 | 18 | 32 | 67 | 0,478 |
|       | 18.  | Partick Thistle | 17 | 34 | 5  | 7  | 22 | 41 | 82 | 0,500 |

Legenda:
      Campione di Scozia e qualificata in Coppa dei Campioni 1970-1971.
      Qualificata in Coppa delle Coppe 1970-1971.
      Invitata alla Coppa delle Fiere 1970-1971.
      Retrocesso in Scottish Division Two 1970-1971.
Regolamento:
Due punti a vittoria, uno a pareggio, zero a sconfitta.
A parità di punti, le posizioni in classifica venivano determinate sulla base del quoziente reti.